# 津島五ケ所新田

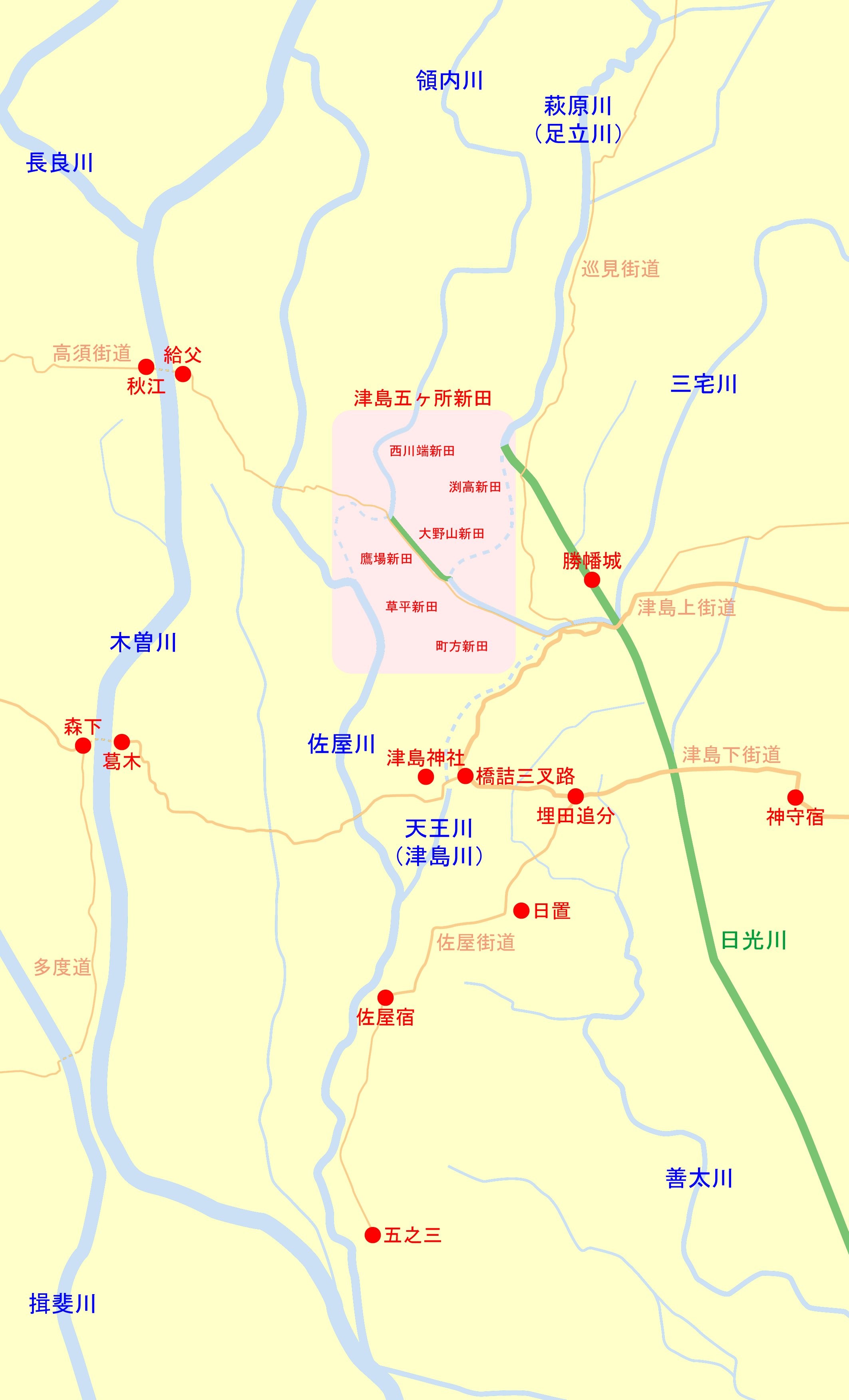
江戸時代末ごろの天王川周辺の位置関係図。破線は江戸時代初期ごろの旧河道、緑線・緑字は開削・付替後の新河道。橙線・橙字は主要街道、赤字は主要な地名など。

津島五ケ所新田（つしまごかしょしんでん）とは、江戸時代に主に津島村の農民によって開墾された新田村の総称。

## 概要
該当する新田村は以下の6つ。「石高」は『旧高旧領取調帳』、「戸数」「人数」は『郡村徇行記』に記された値。
| 名称         | 開墾時期・最古の検地記録など | 開墾者                                   | 石高   | 戸数 | 人数 | 現在                          | 出典  |
| ------------ | ---------------------------- | ---------------------------------------- | ------ | ---- | ---- | ----------------------------- | ----- |
| 草平新田村   | 慶長年間の開墾               | 葉苅村・津島村・釜之段村などからの移住者 | 664余  | 148  | 710  | 愛西市草平町                  | [ 2 ] |
| 大野山新田村 | 1605年（慶長10年）の開墾     | 石田市右衛門                             | 484余  | 139  | 572  | 愛西市大野山町                | [ 3 ] |
| 西川端新田村 | 1622年（元和8年）の開墾      | 三右衛門・平蔵・吉兵衛                   | 890余  | 154  | 801  | 愛西市西川端町                | [ 4 ] |
| 渕高新田村   | 1650年（慶安3年）の検地      | -                                        | 590余  | 82   | 343  | 愛西市渕高町                  | [ 5 ] |
| 町方新田村   | 1650年（慶安3年）の検地      | 津島村の者                               | 1242余 | 111  | 519  | 愛西市町方町 （一部、津島市） | [ 6 ] |
| 鷹場新田村   | 1654年（承応2年）の検地      | 津島村の者                               | 190余  | 33   | 158  | 愛西市鷹場町                  | [ 7 ] |

津島村によって開墾された地域だが、江戸時代からすでにそれぞれ行政的に独立した別個の村として成立しており、明治時代以降の合併により現在はほぼ全域が愛西市域（旧佐織町域）となっている。「津島草平新田村」「津島大野山新田村」など頭に「津島」を付して呼ばれることもある。
この地域のほぼ全てが領内川と萩原川の間に位置したが、佐屋川と天王川の河床上昇が進み萩原川が日光川へと改修される過程で、領内川が大野山新田と草平新田の間を抜けて日光川へと合流するように変更されたため、現在は領内川左岸に西川端・渕高・大野山、右岸に草平・町方・鷹場が位置している。地形的に判断して、領内川両岸をそれぞれを1つの輪中とみなすこともある。